# Marek Wesoły
Marek Wesoły (Gostyń, voivodat de Gran Polònia, 4 de gener de 1978) va ser un ciclista polonès, professional del 2001 al 2008. En el seu palmarès destaca el Campionat nacional en ruta de 2004.

## Palmarès
- 2003
  - Vencedor d'una etapa a la Cursa de la Solidaritat Olímpica
- 2004
  -  Campió de Polònia en ruta
- 2006
  - Vencedor d'una etapa a la Dookoła Mazowsza
- 2007
  - 1r a la Dookoła Mazowsza i vencedor de 3 etapes
  - Vencedor d'una etapa al Bałtyk-Karkonosze Tour
- 2008
  - Vencedor de 2 etapes al Tour de Taiwan
  - Vencedor d'una etapa al Bałtyk-Karkonosze Tour
  - Vencedor de 2 etapes a la Cursa de Solidarność i els Atletes Olímpics
  - Vencedor d'una etapa a la Dookoła Mazowsza